# Olympische Sommerspiele 1976/Teilnehmer (Uruguay)
| Gelbes Symbol für Goldmedaillen mit stilisierten Olympischen Ringen | Graues Symbol für Silbermedaillen mit stilisierten Olympischen Ringen | Braundes Symbol für Bronzemedaillen mit stilisierten Olympischen Ringen |
| ------------------------------------------------------------------- | --------------------------------------------------------------------- | ----------------------------------------------------------------------- |
| —                                                                   | —                                                                     | —                                                                       |

Uruguay nahm an den Olympischen Sommerspielen 1976 in Montreal, Kanada, mit einer Delegation von neun Sportlern (sieben Männer und zwei Frauen) teil.

## Teilnehmer nach Sportarten

### Boxen
- Juan Scassino
Halbmittelgewicht: 17. Platz

### Leichtathletik
- Ana María Desivici
Frauen, Fünfkampf: 19. Platz

### Radsport
- Carlos Alcántara
Straßenrennen, Einzel: DNF

- Washington Díaz
Straßenrennen, Einzel: DNF
4000 Meter Einzelverfolgung: 22. Platz in der Qualifikation
4000 Meter Mannschaftsverfolgung: 16. Platz in der Qualifikation

- Víctor González
Straßenrennen, Einzel: DNF
4000 Meter Mannschaftsverfolgung: 16. Platz in der Qualifikation

- Waldemar Pedrazzi
Straßenrennen, Einzel: DNF
4000 Meter Mannschaftsverfolgung: 16. Platz in der Qualifikation

- Miguel Margalef
1000 Meter Zeitfahren: 22. Platz
4000 Meter Mannschaftsverfolgung: 16. Platz in der Qualifikation

### Rudern
- Reinaldo Kutscher
Einer: Viertelfinale

### Schwimmen
- Elena Ospitaletche
Frauen, 100 Meter Brust: Vorläufe
Frauen, 200 Meter Brust: Vorläufe